# ストリート・クワイア
『ストリート・クワイア』（原題：His Band and the Street Choir）は、北アイルランド出身のシンガーソングライター、ヴァン・モリソンが1970年に発表した、ソロ名義では4作目のスタジオ・アルバム。

## 背景
「ドミノ」は、モリソンが敬愛するミュージシャンであるファッツ・ドミノに捧げられた。「アイヴ・ビーン・ワーキング」は前作『ムーンダンス』（1970年）制作時のアウトテイクの再録音で、初期のヴァージョンは約11分に及んだが、本作では短くまとめられた。
「スウィート・ジャニー」は当時の妻ジャネット・プラネットに捧げられた曲で、彼女は本作のレコーディングにも、クワイア隊の一人として参加している。なお、本作リリース前の1970年4月3日には、二人の間の娘シャナ・モリソンが誕生している。
本作でアシスタント・プロデューサーを務めたドラマーのダハード・エリアス・シャーは、後にモリソンのライヴ・アルバム『魂の道のり』（1974年）、スタジオ・アルバム『ヴィードン・フリース』（1974年）でもドラムスを担当する。
2015年発売のリマスターCDには未発表ヴァージョン5曲がボーナス・トラックとして追加されており、「コール・ミー・アップ・イン・ドリームランド」の別ヴァージョンは、アルバム・ヴァージョンよりもバッキング・ボーカルが突出した内容となっている。

## 反響・評価
アメリカのBillboard 200では32位に達し、前作『ムーンダンス』に引き続き全米トップ40アルバムとなった。第1弾シングル「ドミノ」はBillboard Hot 100で9位に達し、1967年の「ブラウン・アイド・ガール」以来の全米トップ10入りを果たす。その後「ブルー・マネー」（全米23位）、「コール・ミー・アップ・イン・ドリームランド」（全米95位）もシングル・ヒットした。
イギリスでは1971年2月13日付の全英アルバムチャートで初登場した後、前作『ムーンダンス』を上回る18位を記録して、モリソン初の全英トップ20アルバムとなった。
Thom Jurekはオールミュージックにおいて5点満点中4.5点を付け「彼が長年魅せられてきたニューオーリンズR&Bの伝統をインスピレーションとして深く掘り下げている」「殆どの曲がファンに愛され続けていることが、その質を証明している」と評している。

## 収録曲
全曲ヴァン・モリソン作詞・作曲。

### オリジナル
Side 1
1. ドミノ - Domino – 3:10
2. クレイジー・フェイス - Crazy Face – 3:00
3. ギヴ・ミー・ア・キス - Give Me a Kiss – 2:40
4. アイヴ・ビーン・ワーキング - I've Been Working – 3:29
5. コール・ミー・アップ・イン・ドリームランド - Call Me Up in Dreamland – 3:55
6. アイル・ビー・ユア・ラヴァー、トゥー - I'll Be Your Lover, Too – 3:53

Side 2
1. ブルー・マネー - Blue Money – 3:48
2. ヴァーゴ・クラウンズ - Virgo Clowns – 4:14
3. ジプシー・クイーン - Gypsy Queen – 3:18
4. スウィート・ジャニー - Sweet Jannie – 2:12
5. イフ・アイ・エヴァー・ニーデッド・サムワン - If I Ever Needed Someone – 3:48
6. ストリート・クワイア - Street Choir – 4:50

### 2015年リマスターCDボーナス・トラック
1. コール・ミー・アップ・イン・ドリームランド（テイク10） - Call Me Up in Dreamland (Take 10) – 4:14
2. ギヴ・ミー・ア・キス（テイク3） - Give Me a Kiss (Take 3) – 2:32
3. ジプシー・クイーン（テイク3） - Gypsy Queen (Take 3) – 4:13
4. アイヴ・ビーン・ワーキング（オルタネイト・ヴァージョン） - I've Been Working (Alternate Version) – 4:25
5. アイル・ビー・ユア・ラヴァー、トゥー（オルタネイト・ヴァージョン） - I'll Be Your Lover, Too (Alternate Version) – 4:10

## 参加ミュージシャン
- ヴァン・モリソン - ボーカル、リズムギター、ハーモニカ、サクソフォーン
- ジャック・シュローアー - サクソフォーン、ピアノ
- キース・ジョンソン - トランペット、ハモンドオルガン
- アラン・ハンド - ピアノ、ハモンドオルガン
- ジョン・プラタニア - リードギター、リズムギター、マンドリン
- ジョン・クリングバーグ - ベース
- ダハード・エリアス・シャー - ドラムス、パーカッション、バスクラリネット、バッキング・ボーカル
- エミリー・ヒューストン - バッキング・ボーカル(on #11)
- ジュディ・クレイ - バッキング・ボーカル(on #11)
- ジャッキー・ヴァーデル - バッキング・ボーカル(on #11)
- ザ・ストリート・クワイア
  - エレン・シュローアー
  - マーサ・ヴェレス
  - ジャネット・プラネット
  - デヴィッド・ショウ
  - アンディ・ロビンソン
  - ラリー・ゴールドスミス